# Sphaerophysa dianchiensis
Sphaerophysa dianchiensis е вид лъчеперка от семейство Nemacheilidae, единствен представител на род Sphaerophysa. Видът е критично застрашен от изчезване.

## Разпространение
Видът е ендемичен за езерото Диан в Китай, но не е потвърден от десетилетия и вероятно е изчезнал.